# 자파르 알 사디크

자파르 알 사디크(Ja'far al-Sadiq)는 8세기 시아파 울라마, 법학자, 신학자이다. 이슬람 법학 자파르 학교의 설립자이며 시아파의 열두 이맘파와 이스마일파의 6대 이맘이다.
메디나에서 기원전 700년 경(702년으로 추정)에 태어났다. 37세가 되던 해에 아버지 무하다드 알바키르가 사망했다.
기원전 765년에 64~65세 나이로 사망했다. 사인은 알만수르의 교사로 인한 독물이다.